# Bert Sakmann
Bert Sakmann (Stuttgart, 12 de junho de 1942) é um fisiologista alemão. Foi agraciado com o Nobel de Fisiologia ou Medicina de 1991 com Erwin Neher em 1991 por seu trabalho sobre "a função de canais iônicos individuais em células", e a invenção do patch clamp. Bert Sakmann foi professor na Universidade de Heidelberg e é Membro Emérito Científico do Instituto Max Planck de Pesquisa Médica, em Heidelberg, Alemanha. Desde 2008, ele lidera um grupo de pesquisa emérito do Instituto Max Planck de Neurobiologia.

## Vida e carreira
Sakmann nasceu em Stuttgart, filho de Annemarie (nascida Schaefer), uma fisioterapeuta, e de Bertold Sakmann, um diretor de teatro. Sakmann se matriculou na Volksschule em Lindau e completou o ginásio de Wagenburg em Stuttgart em 1961. Ele estudou medicina a partir de 1967 em Tübingen, Freiburg, Berlim, Paris e Munique. Depois de completar seus exames médicos na Ludwig-Maximilians Universidade de Munique, ele se tornou um assistente médico em 1968 na Universidade de Munique, enquanto também trabalhava como assistente científico (Wissenschaftlicher Assistant) na Universidade de Munique. Em 1971 mudou-se para a University College London, onde trabalhou no Departamento de Biofísica com Bernard Katz. Em 1974, ele concluiu sua dissertação médica, sob o título Elektrophysiologie der neuralen Helladaptation in der Katzenretina (Eletrofisiologia da Adaptação da Luz Neural na Retina do Gato) na Faculdade de Medicina da Universidade de Göttingen.
Posteriormente (ainda em 1974), Sakmann voltou ao laboratório de Otto Creutzfeldt, que entretanto havia se mudado para o Instituto Max Planck de Química Biofísica em Göttingen. Sakmann se juntou ao grupo de biologia de membrana em 1979.
Em 1990, ele aceitou um cargo na Faculdade de Medicina de Ciências Naturais da Universidade de Heidelberg. Um ano depois, ele se tornou professor universitário titular na Faculdade de Biologia de Heidelberg.
Em 2 de junho de 2009, Peter Gruss, presidente da Max Planck Society, anunciou que Sakmann serviria como diretor científico do Max Planck Florida Institute, o centro de pesquisa biomédica da organização na Florida Atlantic University em Júpiter, Flórida.

Sakmann é o fundador da Bert-Sakmann-Stiftung.